# Like That (canción de Doja Cat)
«Like That» es una canción de la rapera y cantante estadounidense Doja Cat en colaboración con el rapero estadounidense Gucci Mane. Fue escrito por ambos artistas junto con Theron Thomas, Lydia Asrat, David Sprecher, y producida por Dr. Luke (acreditado como Tyson Trax) y Mike Crook. Incluido originalmente como una pista en el álbum de Doja de 2019 Hot Pink, se convirtió en sencillo el 12 de mayo de 2020, luego de un desafío de baile viral usando la canción en la aplicación TikTok.
Antes de que "Like That" se convirtiera en sencillo en mayo, la canción ya había comenzado a aparecer en las listas de varios países luego del baile viral de TikTok que usó la canción. Doja Cat promocionó el sencillo con múltiples presentaciones en vivo, como en los Video Music Awards, en Billboard Music Awards, y en Dick Clark's New Year's Rockin' Eve.

## Antecedentes
El 1 de noviembre de 2019, Doja Cat anunció que su álbum "Hot Pink" se lanzaría el 8 de noviembre de 2019 y reveló la lista de canciones junto con el lanzamiento del álbum. Se confirmó que la canción "Like That" tenía un artista destacado que no se anunciaría hasta el lanzamiento del álbum, cuando se reveló que era Gucci Mane. Al igual que su predecesora "Say So", la canción ingresó a las listas antes del lanzamiento de su sencillo debido a un desafío de baile viral usando la canción en la aplicación TikTok. En consecuencia, "Like That" se registró antes del lanzamiento como sencillo en el Reino Unido, Canadá e Irlanda..

## Video musical
Se filmó un video musical que acompaña a la canción en Los Ángeles antes de que el estado se cerrara debido a la pandemia de COVID-19. En mayo de 2020, el video se filtró en línea a través de Twitter, generando controversia. El 22 de junio de 2020, Doja confirmó que estaba completamente al tanto de la filtración del video y afirmó que el video filtrado no era el video oficial y que el video oficial se lanzaría pronto. El video musical oficial se lanzó el 25 de junio de 2020 y tiene más de 200 millones de visitas en YouTube.

### Sinopsis
El video comienza con la tarjeta de título que muestra a Doja Cat de pie en un conjunto azul futurista entre sus bailarines de respaldo. Doja y los bailarines comienzan a bailar, intercalados con tomas de una versión animada de Cat, lo que provocó comparaciones con la serie de televisión de anime Sailor Moon. Doja Cat eventualmente se encuentra con su colaborador Gucci Mane, quien se inclina y posa frente a un convertible mientras rapea su verso de la canción. Doja, que está bailando al lado de Mane o en el convertible, retoma la canción y termina el video con las divisiones en el ritmo, seguido de una pantalla en negro.

## Presentaciones en vivo
"Like That" se presentó por primera vez en un popurrí con el sencillo anterior, "Say So", en los MTV Video Music Awards 2020. También interpretó un popurrí de "Juicy", "Say So" y "Like That" en los Billboard Music Awards 2020. Ella interpretó la canción en Dick Clark's New Year's Rockin' Eve.

## Recepción de la crítica
Lakin Starling de Pitchfork escribió: "Doja pasa fácilmente del modo rap a un coro susurrante con un ritmo de R&B optimista que recuerda a la música de Janet Jackson de la década de 2000. "Es la canción perfecta para una fiesta". Al comparar la composición de la canción con la de las canciones que se popularizaron anteriormente en TikTok, Cat Zhang de la misma publicación escribió: "Doja es más suave, La estética más femenina ofreció una alternativa al rap vulgar y brutal que anteriormente formaba parte de la banda sonora de la plataforma. Y sus letras descaradas y seguras [...] ofrecen fragmentos de empoderamiento femenino".

## Rendimiento en listas
Antes de que "Like That" se convirtiera en sencillo en mayo, la canción ya había comenzado a aparecer en las listas de varios países luego del baile viral de TikTok que usó la canción. Tras su lanzamiento como sencillo, la canción alcanzó el puesto 50 en los EE. UU. Billboard Hot 100, y trazado en otros territorios como Argentina y Australia. La canción también apareció en tres listas de fin de año para el año 2020 en los EE. UU.: Hot R&B/Hip-Hop Songs, y las listas de éxitos radiales Mainstream Top 40 y Rhythmic. =

### Posicionamiento en listas semanales
| Listas (2020)                               | Posición máxima |
| ------------------------------------------- | --------------- |
| Argentina (Argentina Hot 100)               | 90              |
| Australia (ARIA)                            | 67              |
| Australia Hip Hop/R&B (ARIA)                | 31              |
| Bélgica (Valonia) (Ultratip Bubbling Under) | 19              |
| Canadá (Canadian Hot 100)                   | 29              |
| El Salvador (Monitor Latino)                | 17              |
| Global 200 (Billboard)                      | 187             |
| Irlanda (IRMA)                              | 50              |
| Letonia (LAIPA)                             | 89              |
| Lituania (AGATA)                            | 92              |
| Rumanía (Airplay 100)                       | 71              |
| Reino Unido (UK Singles Chart)              | 62              |
| Estados Unidos (Billboard Hot 100)          | 50              |
| Estados Unidos (Dance/Mix Show Airplay)     | 19              |
| Estados Unidos (Hot R&B/Hip-Hop Songs)      | 18              |
| Estados Unidos (Mainstream Top 40)          | 12              |
| Estados Unidos (Rhythmic)                   | 4               |
| US Rolling Stone Top 100                    | 72              |

### Gráficos de fin de año
| Lista (2020)                         | Posición |
| ------------------------------------ | -------- |
| US Hot R&B/Hip-Hop Songs (Billboard) | 55       |
| US Mainstream Top 40 (Billboard)     | 41       |
| US Rhythmic (Billboard)              | 19       |

## Créditos
Grabación
- La voz de Gucci Mane diseñada en Hit Factory Criteria (Miami, Florida)
- Mezclado en Threejonet Studios (Los Ángeles, California)
- Masterizada en Bernie Grundman Mastering (Hollywood, California)

Equipo
- Doja Cat – canto, escritora
- Lukasz Gottwald – escritor; producción como Tyson Trax para Canciones de prescripción
- Theron Thomas – songwriting
- Lydia Asrat – composición
- David Sprecher – composición
- Gucci Mane – canto y composición
- Emix – ingeniero vocal de Gucci Mane
- Chloe Angelides – voces adicionales
- Clint Gibbs – mixing
- Mike Bozzi – remasterizador

Créditos adaptados de las notas de Hot Pink.

## Certificationes

### VEVO Certified
- 2020 - Like That, por sobrepasar la 100 millones de visualizaciones[cita requerida]

## Historial de lanzamientos
| Región           | Fecha                    | Formato(s)             | Versioyn                      | Compañía      | Ref.   |
| ---------------- | ------------------------ | ---------------------- | ----------------------------- | ------------- | ------ |
| Estados Unidos   | 6 de mayo de 2020        | Contemporary hit radio | Original                      | Kemosabe      | [ 36 ] |
| Estados Unidos   | 12 de mayo de 2020       | Rhythmic radio         | Original                      | Kemosabe      | [ 37 ] |
| Canadá           | 18 de mayo de 2020       | Contemporary hit radio | Original                      | Sony Music    | [ 38 ] |
| Estados Unidos   | 19 de mayo de 2020       | Contemporary hit radio | Original                      | Kemosabe      | [ 39 ] |
| Estados Unidos   | 26 de mayo de 2020       | Urban contemporary     | Original                      | Kemosabe      | [ 40 ] |
| Italia           | 24 de julio de 2020      | Radio airplay          | Original                      | Sony          | [ 41 ] |
| En varios países | 11 de septiembre de 2020 | Descarga digital       | "Say So" / "Like That" mashup | Kemosebe, RCA | [ 42 ] |